# 303 a. C.
El año 303 a. C. fue un año del calendario romano prejuliano. En el Imperio romano se conocía como el Año del Consulado de Léntulo y Aventinense (o menos frecuentemente, año 451 Ab urbe condita).

## Acontecimientos

### Grecia
- Casandro y Lisímaco convencen a Seleuco y Ptolomeo para unirse a ellos intentando destruir a Antígono.
- Demetrio Poliorcetes ocupa Corinto, Sición y Argos en el Peloponeso, y Acaya, Elis y casi toda Arcadia se ponen a su lado.

### Imperio seléucida
- Seleuco I Nicator extiende su reino por toda Persia llegando por el este hasta la India, pero su avance acaba detenido por Chandragupta Maurya, el fundador de la dinastía Maurya de India. En un pacto concluido por los dos amigos, Seleuco está de acuerdo cn las concesiones territoriales a cambio de 500 elefantes preparados para la guerra .
- Seleuco refunda la ciudad de Orroes en el norte de Mesopotamia como una colonia militar y mezcla colonos griegos con su población oriental. Lo llama Edesa en memoria de la antigua capital de Macedonia.

### Italia
- Los ciudadanos de Tarentum buscan la ayuda del general espartano, Cleónimo. Es capaz de pacificar a los lucanos con el acuerdo de los romanos.

## Fallecimientos
- Poliperconte